# Aruna
Aruna – w mitologii wedyjskiej personifikacja świtu. Wyobrażany jako woźnica powożący rydwanem Surji, boga słońca. Syn Kaśjapy i Winaty.